# Clarissa Chun
Clarissa Kyoko Mei Ling Chun (Honolulu, 27 agosto 1981) è una lottatrice statunitense.

## Palmarès

### Olimpiadi
- 1 medaglia:
  - 1 bronzo (Londra 2012 nei 48 kg)

### Mondiali
- 1 medaglia:
  - 1 oro (Tokyo 2008 nei 48 kg)

### Giochi panamericani
- 1 medaglia:
  - 1 argento (Guadalajara 2011 nei 48 kg)

### Campionati panamericani
- 5 medaglie:
  - 5 ori (Colorado Springs 2008 nei 48 kg; Maracaibo 2009 nei 48 kg; Monterrey 2010 nei 48 kg; Kissimmee 2012 nei 48 kg; Frisco 2016 nei 48 kg)